# Maggi Hambling
Maggi Hambling, född 23 oktober 1945 i Sudbury i Suffolk i Storbritannien, är en brittisk målare och skulptör.  Hon har mest arbetat som målare, men hennes mest kända verk är de offentliga minnesmärkena över Oscar Wilde och Mary Wollstonecraft i London samt den fyra meter höga stålskulpturen  Scallop på stranden i Aldeburgh.
Maggi Hambling var dotter till banktjänstemannen, och senare från 65 års ålder målaren, Harry Hambling (1902–1998) och växte upp i småstaden Hadleigh i en familj med en äldre syster och en äldre bror. Hon utbildade sig på East Anglian School of Painting and Drawing i Hadleigh från 1960 för Cedric Morris och Arthur Lett-Haines. Hon studerade vidare på Ipswich School of Art 1962–1964, Camberwell College of Arts (1964–1967) samt Slade School of Art vid UCL, med examen 1969.
Maggi Hambling har gjort sig känd för landskapsmålningar, inklusive en serie målningar med Nordsjön som motiv. Hon har gjort många målningar av kvinnor, till exempel ett porträtt av  Dorothy Hodgkin 1985 för National Portrait Gallery, som visar Hodgkin vid sitt skrivbord med fyra händer, som alla håller på med olika saker. 

## Offentliga verk i urval

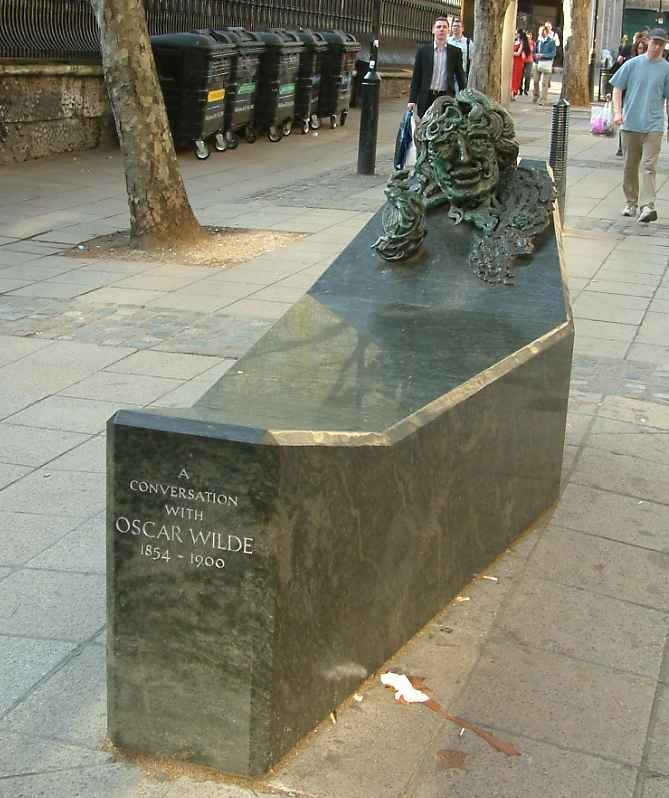
A Conversation with Oscar Wilde från 1998 finns i Charing Cross i London. Det är ett minnesmärke över Oscar Wilde, det första minnesmärket över honom utanför hans födelseland Irland. Skulpturen visar en Oscar Wilde som reser sig ur en blankpolerad grön granitkista, med en cigarett i handen. Kistan är avsedd att också tjänstgöra som sittplats i stället för en sedvanlig sockel. På konstverket finns ett citat från teaterpjäsen Solfjädern: "Vi befinner oss alla i rännstenen, men några av oss tittar samtidigt på stjärnorna."
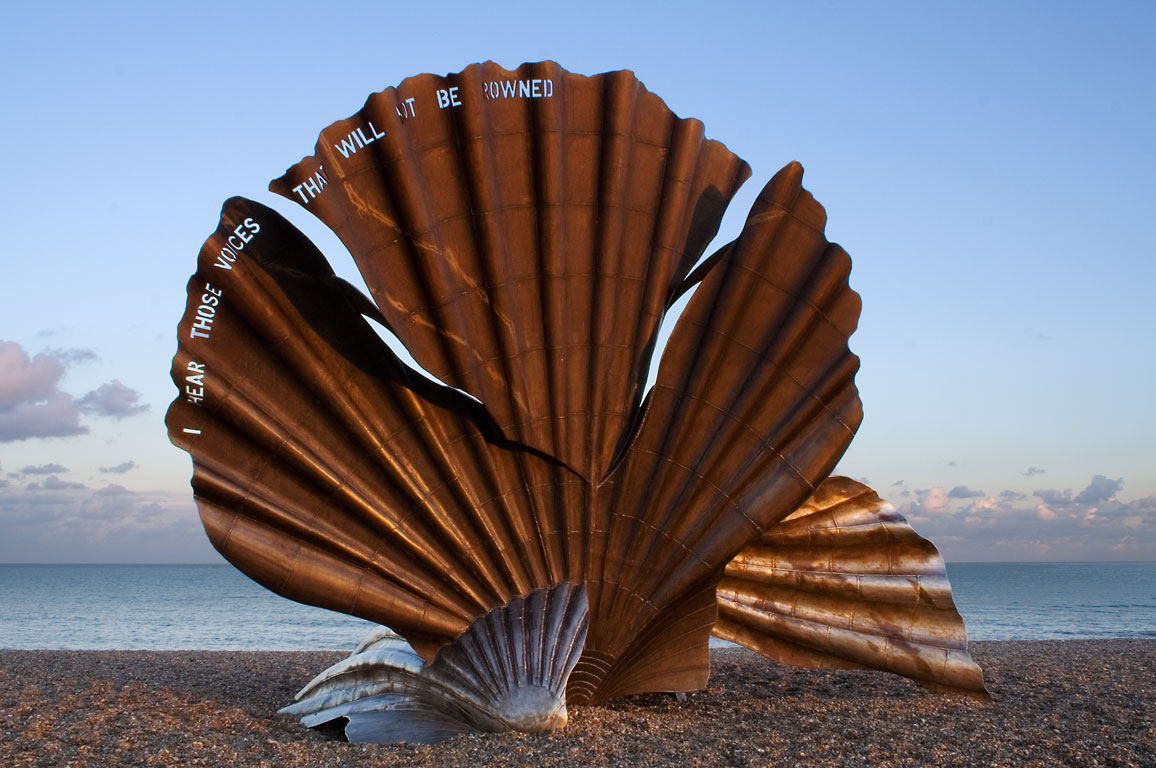
Scallop från 2003 är ett minnesmärke över Benjamin Britten som står på stranden utanför Aldeburgh i Suffolk, nära Benjamin Brittens hem och inte heller långt från Maggi Hamblings hem.[5] Skulpturen är utförd i gjutet rostfritt stål, är fyra meter hög och har formen av två trasiga musselskal. Ett citat från Benjamin Brittens opera Peter Grimes är etsat på skulpturen: "Jag hör de röster som inte kommer att drunkna".
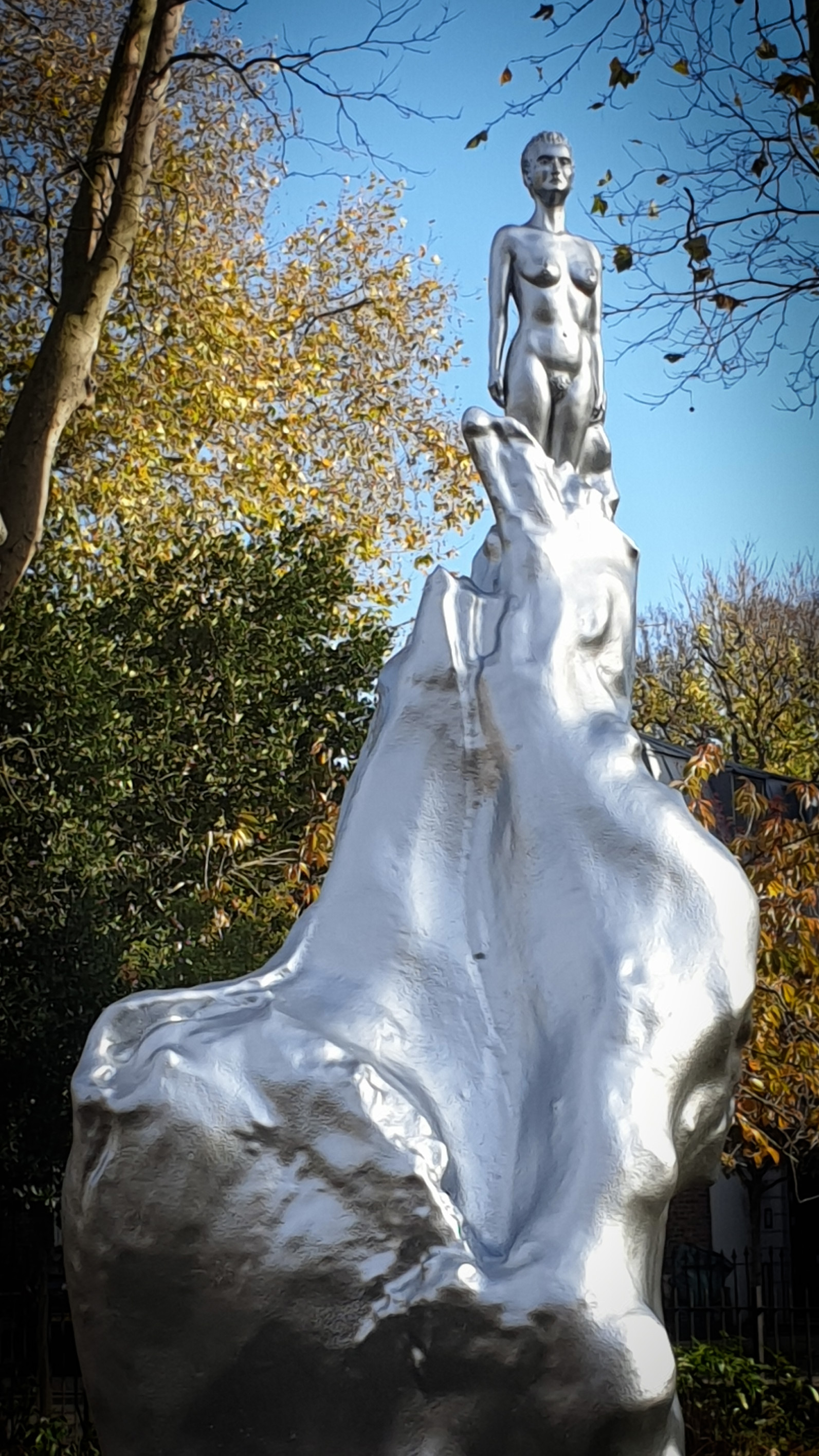
A Sculpture for Mary Wollstonecraft från 2020 är ett minnesmärke över Mary Wollstonecraft i Newington Green i norra London. Skulpturen visar en naken figur som stiger ut ur ett organiskt material. Det är inspirerat av Mary Wollstonecrafts anspråk på att vara "den första av ett nytt genus". På sockeln finns ett citat av Mary Wollstonecraft: "Jag önskar inte att kvinnor ska ha makt över män, utan att de ska ha makt över sig själva". Skulpturen invigdes den 10 november 2020.
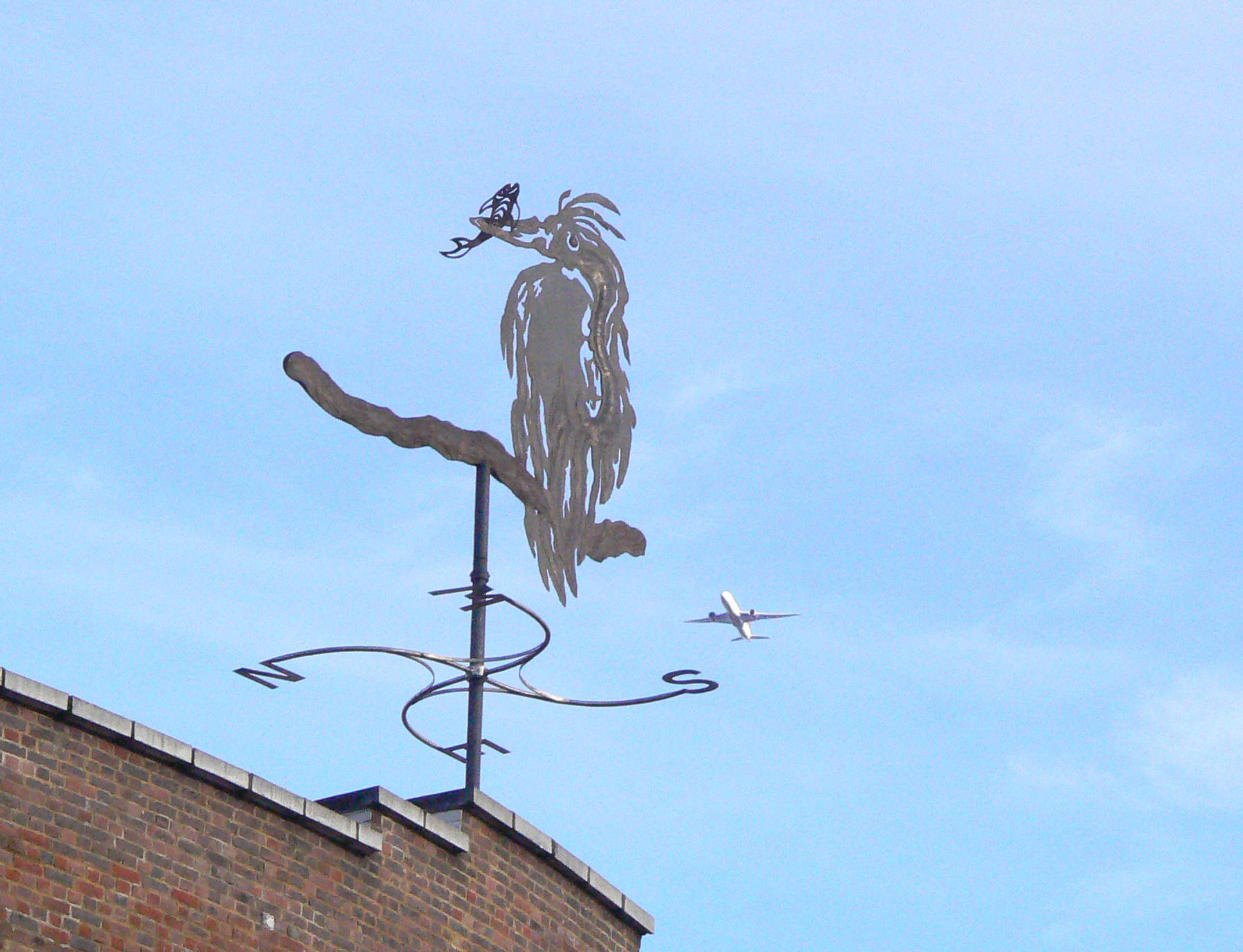
The Brixton Heron, vindfjöjel, 2010, 467–469 Brixton Road, Brixton, London

## Privatliv
Maggi Hambling säger sig själv, med ett eget adjektiv, vara "lesbionisk". Hon sambor med  konstnären Victoria (“Tory”) Dennistoun (född 1938) sedan mitten av 1980-talet och bor utanför byn Saxmundham i Suffolk.